# Coupe latine de rink hockey 1996
Navigation
Coupe latine de rink hockey 1995 Coupe latine de rink hockey 1997
La Coupe latine de rink hockey 1997 est la 14e édition de la compétition organisée par le Comité européen de rink hockey. Cette édition a lieu à Portimão, au Portugal du 9 mars au 10 mars 1996. L'Espagne remporte pour la quatrième fois ce tournoi.

## Déroulement
Les quatre équipes s'affrontent sous la forme d'un tournoi à élimination directe.

## Classement et résultats
|  | Demi-finales | Demi-finales |          |   | Finale | Finale |
|  | Demi-finales | Demi-finales |          |   | Finale | Finale |
|  |              |              |          |   |        |        |
|  |              |              |          |   |        |        |
|  |              |              |          |   |        |        |
|  | Portugal     | 7            |          |   |        |        |
|  | Portugal     | 7            |          |   |        |        |
|  | France       | 0            |          |   |        |        |
|  | France       | 0            | Portugal | 0 |        |        |
|  |              |              | Portugal | 0 |        |        |
|  |              | Espagne      | 2        |   |        |        |
|  | Italie       | Espagne      | 2        | 0 |        |        |
|  | Italie       |              |          | 0 |        |        |
|  | Espagne      | 2            |          |   |        |        |
|  | Espagne      | 2            | 3e place |   |        |        |
|  |              |              |          |   |        |        |
|  |              |              |          |   |        |        |
|  |              |              |          |   |        |        |
|  | Italie       | 3            |          |   |        |        |
|  | Italie       | 3            |          |   |        |        |
|  | France       | 1            |          |   |        |        |
|  | France       | 1            |          |   |        |        |

## Sources
- (pt) Cet article est partiellement ou en totalité issu de l’article de Wikipédia en portugais intitulé « Taça Latina de 1996 » (voir la liste des auteurs).